# Станєвці
Станєвці (словен. Stanjevci) — поселення в общині Горні Петровці, Помурський регіон, Словенія. Висота над рівнем моря: 310,3 м.